# Sergei Jewgenjewitsch Beresin (Eishockeyspieler)
Sergei Jewgenjewitsch Beresin (russisch Сергей Евгеньевич Березин, wiss. Transliteration Sergej Evgen'evič Berezin; * 5. November 1971 in Woskressensk, Russische SFSR; † 26. Juni 2024) war ein russischer Eishockeyspieler.

## Karriere
Beresins Profikarriere begann bei seinem Heimatverein Chimik Woskressensk in der Nähe von Moskau. 1990 kam er in der Eishockeyliga der ehemaligen Sowjetunion zu seinen ersten Einsätzen. Der linke Flügelspieler, der in seiner Karriere stets die Rückennummer 94 trug, fiel dabei vor allem durch seine äußerst faire Spielweise auf, die er mit starken technischen Fähigkeiten und einem präzisen Schuss paarte. 1991 wurde er für die Junioren-Weltmeisterschaft ins sowjetische Team berufen. Er spielte drei weitere Jahre bei Woskressensk, wo er sein Spiel verbessern und seine Statistiken kontinuierlich steigern konnte. So wurden die Kölner Haie auf ihn aufmerksam, die ihn für die erste DEL-Saison 1994/95 verpflichteten. Dort überraschte er alle Kritiker, erzielte in 43 Spielen 57 Scorerpunkte und stieg zum absoluten Publikumsliebling auf.
In der National Hockey League wurde sein Talent zunächst nicht entdeckt, erst beim NHL Entry Draft 1994 wurde er von den Toronto Maple Leafs an 256. Stelle gezogen. Da die Leafs den Rechtsschützen nicht sofort verpflichten wollten, entschied er sich für ein zweites Jahr in Köln. Er steigerte die Punkteausbeute seines ersten Deutschland-Jahres, erzielte 80 Scorerpunkte – davon 49 Tore – in 45 Spielen und wurde ins All-Star-Team gewählt. 1996/97 debütierte er dann in der NHL für die Toronto Maple Leafs. Er schaffte es auf 25 Tore und 16 Vorlagen in 73 Spielen, was einen sehr beachtlichen Wert für einen Rookie darstellt. Folgerichtig wurde er 1997 ins NHL All-Rookie Team der NHL berufen. Bis 2001 spielte Beresin stets die komplette Saison bei den Leafs, wo er dank seiner fairen Spielweise und seines Auftretens außerhalb der Eisfläche ebenfalls zu den beliebtesten Spielern bei den Fans zählte.
Zur Saison 2001/02 wurde er nach Phoenix transferiert, wo er sich aber nicht in der ersten Mannschaft etablieren konnte. Noch während der Saison wurde er an die Montréal Canadiens abgegeben, wo er die restlichen Spiele bestritt. Auch in der folgenden Saison wurde er zunächst zu den Chicago Blackhawks und dann zu den Washington Capitals zweimal transferiert, was dazu führte, dass er sich in der NHL nicht mehr wohlfühlte. Seine Statistiken zeigten deutlich, dass er sich an die immer neuen Gegebenheiten bei den neuen Clubs nicht mehr gewöhnen konnte. Er verließ die NHL und kehrte nach Russland zurück. Dort spielte er 2003/04 für den HK ZSKA Moskau in der russischen Superliga. Während der DEL-Saison 2004/05 gab es Gerüchte, Beresin würde noch mal zu den Kölner Haien zurückkehren, was allerdings nicht der Fall war. Tatsächlich beendete er 2004 seine aktive Karriere und zog sich vom Eishockey zurück.

### International
Beresin spielte in seiner Karriere bei vier Weltmeisterschaften für Russland – 1994, 1995, 1996 und 1998. Außerdem vertrat er sein Land bei den Olympischen Spielen 1994 in Lillehammer und beim World Cup of Hockey 1996. Jedoch konnte er keine Titel oder Medaillen gewinnen. So blieb der deutsche Meistertitel mit Köln 1995 sein einziger großer Erfolg.

### Privates und Tod
Er lebte nach Ende seiner aktiven Zeit mit seiner Familie in Florida. Beresin starb am 26. Juni 2024 im Alter von 52 Jahren.

## Erfolge und Auszeichnungen
- 1995 Deutscher Meister mit den Kölner Haien
- 1995 DEL-Spieler des Jahres
- 1996 DEL-Spieler des Jahres
- 1997 NHL All-Rookie Team

## Statistik
- NHL: 554 Spiele, 173 Tore, 143 Vorlagen, 60 Strafminuten
- Superliga: 165 Spiele, 57 Tore, 23 Vorlagen, 58 Strafminuten
- DEL: 88 Spiele, 87 Tore, 50 Vorlagen, 16 Strafminuten
- Nationalmannschaft: 36 Spiele, 23 Tore, 11 Vorlagen, 12 Strafminuten